# Push-Entwicklung
Push-Entwicklung bezeichnet in der Analogfotografie eine Entwicklungtechnik für unterbelichtete Filme. Der Film wird dabei absichtlich unterbelichtet (etwa, um Filmmaterial bei eigentlich zu geringer Helligkeit trotzdem verwenden zu können) und die Entwicklung darauf entsprechend angepasst – im Normalfall wird die Entwicklungszeit verlängert. Hierzu wird beispielsweise ein Film mit ISO 400 wie ein ISO-800-Film belichtet und dann mit einer sogenannten „+1 Entwicklung“ gepusht, um korrekt belichtete Negative zu erhalten.
Die Push-Entwicklung wird vornehmlich bei Schwarzweiß-Filmen eingesetzt, ist jedoch auch bei Farbdia- und Farbnegativfilmen möglich.
Bei der Push-Entwicklung gehen mit der Erhöhung der ausnutzbaren Filmempfindlichkeit weitere Effekte einher. In den meisten Fällen, insbesondere bei forcierter Anwendung (+2 und mehr), hat Pushen deutliche Qualitätseinbußen zur Folge:
- Die Gradationskurve wird steiler, bei kontrastreichen Motiven gehen sowohl in den Schatten als auch in den Lichtern Details verloren, der darstellbare Motivkontrast wird verringert;[2]
- es erhöht sich in der Regel die Körnigkeit durch verstärktes Zusammenballen der entwickelten Silberteilchen;
- bei Diafilmen verringert sich die maximale Dichte, so dass eigentlich schwarze Bildteile in der Projektion dunkelbraun oder dunkelblau erscheinen;
- bei Negativfilmen tritt ein erhöhter Grundschleier auf, der Quälschleier.